# Hayford-ellipsoiden
Hayford-ellipsoiden, även känd som International 1924, är en geodetisk referensellipsoid från 1910, uppkallad efter John Fillmore Hayford från USA.
Hayford-ellipsoiden rekommenderades för internationellt bruk 1924, men många länder behöll sina egna referensellipsoider. Dess ställning övertogs internationellt av Lucerne-ellipsoiden (1967), GRS 80 (1980; används som bas för den europeiska ETRS89) och WGS 84 (1984; används för GPS).

## Finland
Då triangulering inleddes i Finland 1919 valdes Hayford-ellipsoiden till referensellipsoid och den kvarstod som sådan i det finska Kartverkskoordinatsystemet från 1970.